# Nissan Caravan Elgrand
Nissan Caravan Elgrand — минивэн японской компании Nissan. Также модель выпускалась под именем Isuzu Filly. Предшественником Nissan Elgrand была модель Nissan Homy.

## Первое поколение
Выпускалось с 1997 по 2002 годы. Одной из изюминок Nissan Caravan Elgrand стало сочетание функциональности, неплохой для своего класса динамики и оригинальных элементов во внешности. Первоначально двигатели для этой модели были позаимствованы у внедорожника Nissan Terrano, и они представляли собой бензиновый V6 объёмом 3,3 литра и турбодизель объёмом 3,2 литра. В 1999 году турбодизель заменили новым агрегатом (Nissan ZD30) объёмом 3 литра, в 2002 году бензиновый двигатель также сменили на мотор VQ35DE объёмом 3,5 литра. Так же наряду с обычной версией, он выпускался в комплектации Highway Star Отличительной особенностью которого были низкие обвесы. Раздатка на АКПП двигателя объёмом 3.2 литра выходит на правую сторону.

## Второе поколение
Первоначально для Nissan Caravan Elgrand второго поколения был доступен только 3,5-литровый бензиновый двигатель, но в процессе производства появился выбор — ценителям экономичных машин Nissan предложил 2,5-литровый бензиновый мотор. Единственная доступная коробка передач — 5-ступенчатая АКПП, рычаг селектора которой расположен на рулевой колонке.
Сдвижная боковая дверь микроавтобуса снабжена электрическим доводчиком, а все стёкла являются атермальными. Для облегчения маневрирования при парковке Nissan Caravan Elgrand оборудуется камерой заднего вида, изображение с которой передаётся на цветной монитор, расположенный на центральной консоли. Из элементов комфорта для пассажиров можно выделить два цветных телевизора.

## Третье поколение
Минивэн Nissan Elgrand продается только на местном рынке. Базовая версия автомобиля имеет 2,5-литровый двигатель V6 мощностью 170 л. с. и передний привод.В салоне минивэна может быть семь или восемь месть в зависимости от модификации.Nissan Elgrand третьего поколения выпускается в Японии с 2010 года.